# Brian Austin Green

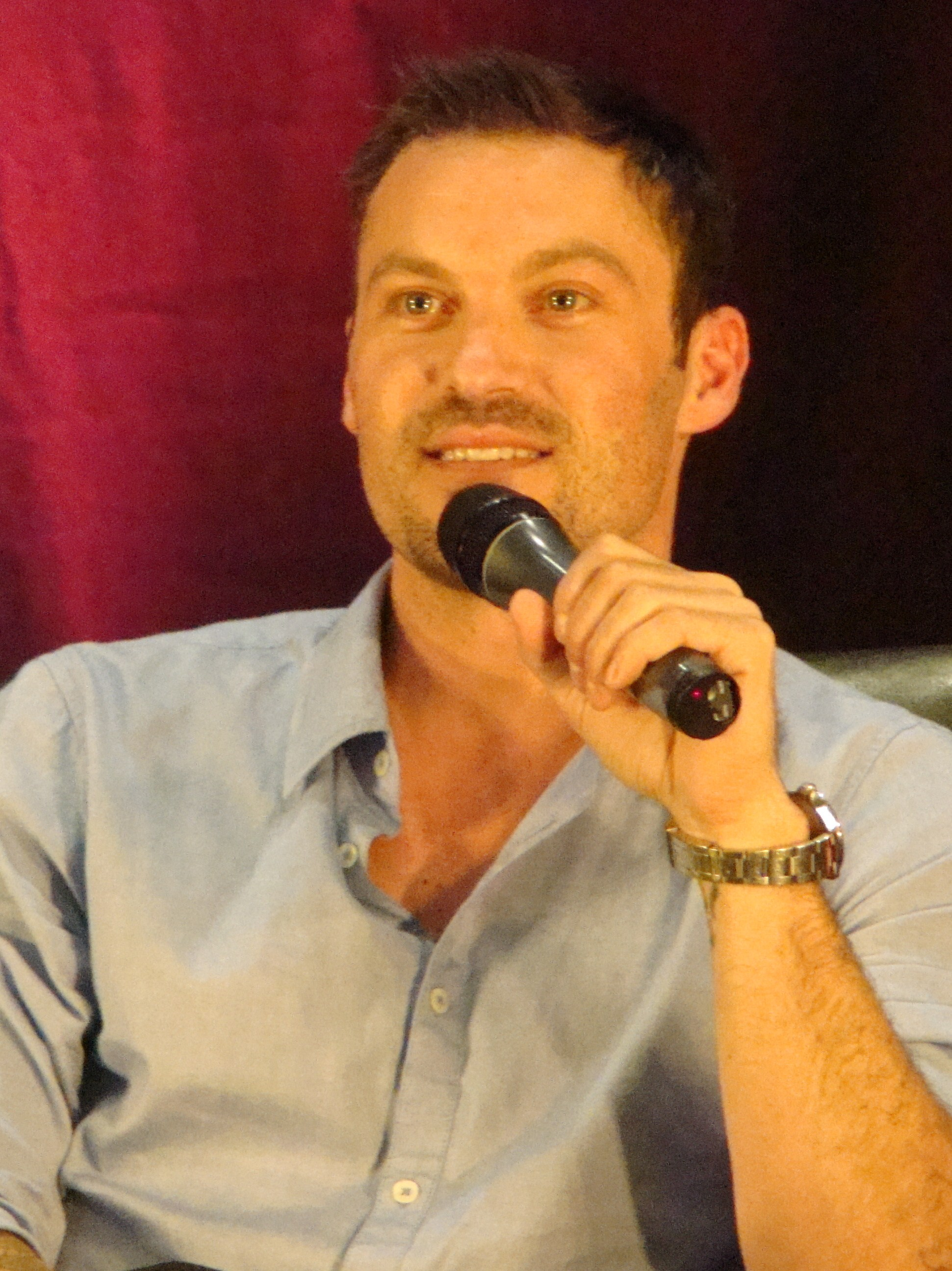
Brian Austin Green (2010)

Brian Austin Green (* 15. Juli 1973 in Van Nuys, Kalifornien; eigentlich Brian Peter Green) ist ein US-amerikanischer Schauspieler. International bekannt wurde er in den 1990er Jahren durch seine Rolle als David Silver in der Fernsehserie Beverly Hills, 90210, die er bis 2000 spielte.

## Leben und Karriere
Brian Austin Green wurde als Sohn des Ehepaares Joyce und George Green im kalifornischen Van Nuys geboren. Er wuchs in North Hollywood, Los Angeles auf und besuchte die North Hollywood High School. Sein Schauspieldebüt gab Green bereits als Kind in dem Fernsehfilm The Canterville Ghost von 1985. Um ihn von einem anderen Schauspieler, der ebenfalls Brian Green hieß, zu unterscheiden, erfanden seine Eltern den Namen Austin, als Green der Screen Actors Guild beitrat.
Sein erstes Vollzeit-Engagement als Schauspieler hatte er von 1986 bis 1989 in der Fernsehserie Unter der Sonne Kaliforniens. Ein Jahr später erhielt er die Rolle des David Silver in Beverly Hills, 90210. Die Serie wurde bald zum weltweiten Kulthit und Green sowie die übrigen Hauptdarsteller avancierten zu internationalen Fernsehstars. Parallel zu den Dreharbeiten von Beverly Hills, 90210 spielte Green auch in anderen Film- und Fernsehproduktionen wie Ich begehre deinen Sohn, Sabrina – Total Verhext! (beide 1996) und Below the Law (1997).
Nachdem Beverly Hills, 90210 im Jahr 2000 auslief, war Green in Las Vegas (2004),
Domino (2005) und Freddie (2007) zu sehen. 2010 bis 2011 spielte er die Rolle des Keith Watson in der Fernsehserie Desperate Housewives. 2012–2013 war er in einer Hauptrolle in der Fernsehserie Wedding Band zu sehen.
Green war mit der Schauspielerin Vanessa Marcil liiert, die er am Set von Beverly Hills, 90210 kennenlernte. Sie haben einen Sohn (* 30. März 2002). Im Jahr 2004 begann er eine Beziehung mit der Schauspielerin Megan Fox. Im Februar 2009 trennten sie sich und lösten ihre Verlobung. Im Juni 2010 kamen Fox und Green wieder zusammen. Sie heirateten, noch im selben Monat, am 24. Juni 2010 in einer privaten Zeremonie auf Hawaii. Am 27. September 2012 wurden beide Eltern eines Sohnes. Green brachte zudem seinen ersten Sohn mit in die Ehe. Am 14. Februar 2014 wurden er und seine Frau wieder Eltern eines Sohnes. Am 19. August 2015 gaben die beiden ihre Trennung bekannt, zwei Tage später reichte Fox die Scheidung ein. Im April 2016 wurde ihre dritte Schwangerschaft bekannt. Vater des Anfang August 2016 geborenen Sohnes ist ihr Ehemann Green. Im Mai 2020 bestätigte Green die Scheidung.

## Filmografie (Auswahl)

### Spielfilme
- 1990: An American Summer
- 1990: Kid – Einer gegen alle (Kid)
- 1991: Kickboxer 2 – Der Champ kehrt zurück (Kickboxer 2: The Road Back)
- 1997: Below the Law / Nur der Tod ist Zeuge (Laws of Deception)
- 2002: Bleach
- 2002: Der 7. Kreis der Hölle (Purgatory Flats)
- 2002: Ronnie
- 2003: Southside
- 2005: Domino
- 2015: Gegen die Zeit – Jede Sekunde zählt (Urgency)
- 2011: Cross
- 2011: Chromeskull: Laid to Rest 2
- 2016: Cross Wars – Das Team ist Zurück

### Fernsehfilme
- 1988: Baby M
- 1994: Die Fantastischen Vier mit neuen Abenteuern (Fantastic Four) (Synchronisation)
- 1995: Mißbrauchte Träume (She Fought Alone)
- 1996: Ich begehre deinen Sohn (A Friend’s Betrayal)
- 1996: Der Teuflische Liebhaber  (Her Costly Affair)
- 1997: Hier hast du dein Kind (Unwed Father)
- 2003: The Second Chance – Wie du mir, so ich dir (This Time Around)

### Fernsehserien
- 1987–1989: Unter der Sonne Kaliforniens (Knot’s Landing, 28 Folgen)
- 1987: Ein Engel auf Erden (Highway to Heaven, Folge 3x19)
- 1990–2000: Beverly Hills, 90210 (292 Folgen)
- 1992: Melrose Place (3 Folgen)
- 1996: Sabrina – Total Verhext! (Sabrina, the Teenage Witch, Folge 1x06)
- 1997: Knot’s Landing: Back to the Cul-de-Sac
- 2001: Resurrection Blvd.
- 2003: CSI: Den Tätern auf der Spur (CSI: Crime Scene Investigation, Folge 4x10)
- 2004: Las Vegas (Folge 1x14)
- 2005–2006: Freddie (22 Folgen)
- 2007–2009: Terminator: The Sarah Connor Chronicles (23 Folgen)
- 2009: CSI: Miami (Folge 7x25)
- 2009–2010: Smallville (3 Folgen)
- 2010–2011: Desperate Housewives (15 Folgen)
- 2012: Happy Endings (2 Folgen)
- 2012–2013: Wedding Band (13 Folgen)
- 2012–2014: Anger Management (54 Folgen)
- 2019: Magnum P.I. (Folge 1x20)
- 2019: BH90210 (6 Folgen)
- 2020: The Masked Singer (Fernsehsendung, Teilnehmer Staffel 4, 14. Platz)
- 2021: Die Conners (The Conners, Fernsehserie, 4 Folgen)
- 2023: Die wilden Neunziger (Folge 1x06)